# Іванов Анатолій Олександрович (художник)
Анато́лій Олекса́ндрович Івано́в (нар. 1 січня 1953, м. Лієпая, Латвійська РСР, СРСР) — радянський і український живописець. Член Національної спілки художників України (2023)..

## Біографія
Народився 1 січня 1953 року у м. Лієпая (Латвія). Закінчив у 1980 р. Київський художньо-промисловий технікум (тепер — Київська державна академія декоративно-прикладного мистецтва і дизайну імені Михайла Бойчука) під керівництвом викладача Волкотруба Івана Тимофійовича. Фах — художнє конструювання промислових виробів.

Живе у Вінниці.

## Творчість
Працює у царині живопису, графіки, проєктування інтер'єрів.

З 1989 року бере участь у виставках, серед них персональних — у 2011, 2014, 2021 роках.
Основні роботи акрилом і олією: «Колисанка» (1983), «Будинок генерала Брусилова» (1996), «Млечная корова» (2019), «Земля обітована» (2020), «Святий Миколай» (2021), «Чумацький Шлях» (2020), «Крадії» (2020), «Війна і мир» (2023).

Член НСХУ від 2023 р.
|                                                                   | Художник Іванов завжди відрізнявся власним особливим баченням дійсності. У кожній його картині помітна фірмова графічність, притаманна саме Іванову. Абстрактна лінійність фактури, динамічні дрібні мазки та несподівана піднесеність кольору – так зображує символіку матеріального світу лише цей вінницький майстер. |
| — Оксана Колесниченко, мистецтвознавець КЦ "Галерея XXI", 2014 р. | |